# Van der Elst (Utrecht)

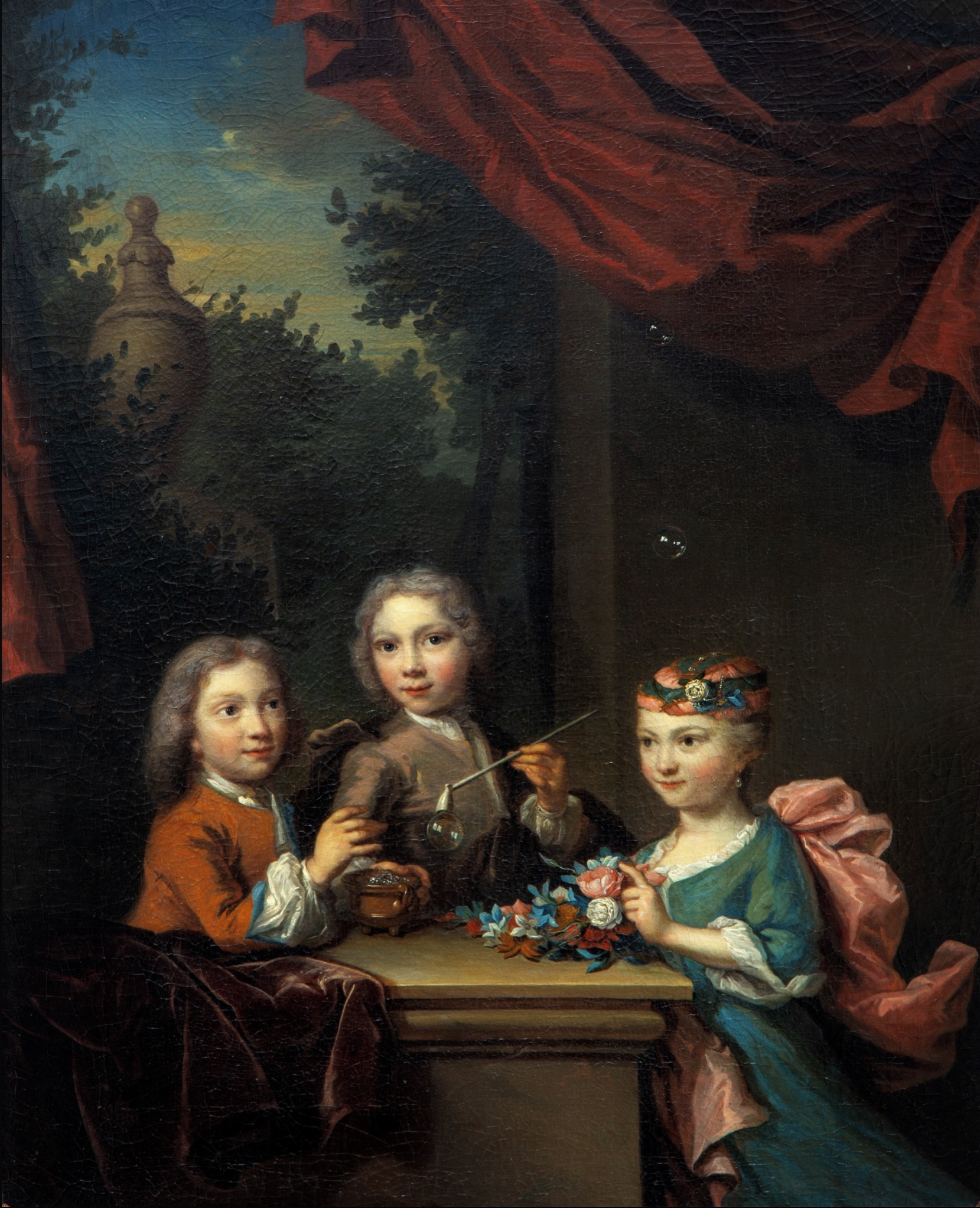
Drei Kinder der Familie van der Elst, gemalt von Arnold Boonen

van der Elst oder Van Der Elst ist ein niederländischer toponymischer Familienname mit der Bedeutung „aus der Erle (Wald)“.

## Chronik
Die Formen Elst und Van Elst können sich auch auf einen Ursprung in der Stadt Elst, Gelderland, der Stadt Elst, Utrecht oder anderen Dörfern mit diesem Namen beziehen. Bestimmte Zweige gehören zum belgischen Adel sowie zu wichtigen niederländischen Patrizierfamilien.

## Personen
- Bartel van der Elst (oder Van der Helst; 1613–1670), niederländischer Porträtmaler
- Franz-Peter Tebartz-van Elst (* 1959), deutscher römisch-katholischer Bischof
- Ingrid van der Elst (* 1955), niederländische Cricketspielerin und Feldhockeyspielerin
- Joseph Baron van der Elst (1896–1971), belgischer Diplomat, Kunstsammler und Schriftsteller
- Karl Frans van der Elst van Bleskensgraaf (1938–2000), Kapitän des KLM-Flug 867, der am 15. Dezember 1989 die Boeing 747 unter seinem Kommando sicher in Anchorage landete
- Léon Baron van der Elst (1865–1933), Berater von König Albert I. und Diplomat
- Lodewijk van der Elst (oder Van der Helst; 1642– nach 1684), niederländischer Porträtmaler, Sohn von Bartel
- Violet Van der Elst (1882–1966), englische Geschäftsfrau, die sich gegen die Todesstrafe einsetzte und Besitzerin von Harlaxton Manor war.